# 山田川駅
山田川駅（やまだがわえき）は、京都府相楽郡精華町大字山田小字下河原にある、近畿日本鉄道（近鉄）京都線の駅。駅番号はB23。木津川市との境界上にあり、駅舎の所在地は精華町だがホームの半分以上は木津川市にかかる。

## 歴史
- 1928年（昭和3年）11月3日：奈良電気鉄道桃山御陵前 - 西大寺（現・大和西大寺）間開通時に開業[2]。
- 1963年（昭和38年）10月1日：会社合併により近畿日本鉄道京都線の駅となる[2]。
- 2007年（平成19年）4月1日：ICカード「PiTaPa」使用開始[3]。
- 2024年（令和6年）1月10日：終日無人駅化[4]。

## 駅構造
対向式ホーム2面2線の地上駅である。ホーム長は4両編成。駅西側、2番ホームに駅舎があり、反対側の1番ホームへは構内踏切を利用して渡る。
1997年に臨時列車として6両編成で運転されていた烏丸線国際会館発高の原行き普通列車は当駅を通過していた（当時は6両編成延伸以前だった興戸駅、2018年4月現在でも4両編成までしか停車できない狛田駅も同様）。
新田辺駅管理の無人駅で、PiTaPa・ICOCA対応の自動改札機および自動精算機（回数券カードおよびICカードのチャージに対応）が設置されている。なお、当駅から京都寄りの各駅では、大阪難波駅経由の阪神電鉄線連絡乗車券の購入ができない。

### のりば
| のりば | 路線     | 方向 | 行先                 |
| ------ | -------- | ---- | -------------------- |
| 1      | B 京都線 | 下り | 天理・橿原神宮前方面 |
| 2      | B 京都線 | 上り | 京都方面             |

## 利用状況
近年における当駅の1日乗降人員の調査結果は以下の通り。
- 2022年11月13日：3,895人
- 2022年11月13日：3,942人
- 2021年11月10日：3,669人
- 2018年11月13日：4,280人
- 2015年11月10日：4,874人
- 2012年11月13日：4,260人
- 2010年11月9日：4,290人
- 2008年11月18日：4,501人
- 2005年11月8日：4,786人

## 駅周辺
近年駅前に商業施設が整備されている。川を挟んで対岸に国道163号山田川バイパスが走っている。駅から至る東西の道路は旧国道163号、南北の道路は京都府道22号八幡木津線。
- 同志社国際学院初等部（※同志社国際学院国際部は廃止）
- 山田荘郵便局
- アル・プラザ木津
- ハイタッチリサーチパーク
- 国道163号
- 山田川インターチェンジ - 京奈和自動車道
- 京都府道22号八幡木津線
- 京都府道801号京都八幡木津自転車道線
- JR西日本 学研都市線（片町線）・西木津駅（東へ約800メートル）
- 京都中央信用金庫 山田川支店
- 京都府立南山城支援学校
- 京都トヨタ 木津店

### バス路線
| 乗り場 | 系統     | 経由                   | 行先           | 事業者           | 備考 |
| ------ | -------- | ---------------------- | -------------- | ---------------- | ---- |
| 1      | 19・29   | 木津川台中央公園       | 木津川台九丁目 | 奈良交通         |      |
| 1      | 28       | 木津川台中央公園       | KICK           | 奈良交通         |      |
| 1      | 木-3     | 木津川台中央公園       | 木津川台住宅   | きのつバス       |      |
| 2      | 19       | 南陽高校               | 高の原駅       | 奈良交通         |      |
| 2      | 木-1     | 南陽高校               | 高の原駅       | きのつバス       |      |
| 2      | 木-2     | 相楽台                 | 高の原駅       | きのつバス       |      |
| 3      | 木-1     | 木津駅・州見台・梅美台 | 梅谷           | きのつバス       |      |
| 3      | 木-2     | 木津駅                 | 鹿背山         | きのつバス       |      |
| 3      | 木-3     | 木津駅・南陽高校       | 高の原駅       | きのつバス       |      |
|        | 南ルート | 東畑・けいはんなプラザ | 祝園駅         | 精華くるりんバス |      |

かつては東畑鳥谷、加茂駅、笠置、月ケ瀬口駅、上野方面行きのバスも発着していた。このバスの代替として現在、相楽東部広域バスが加茂駅～月ケ瀬口駅間に運行されている。

## その他
近鉄京都線の前身、奈良電気鉄道時代には同社直営の路線バスがあり、古くからバスターミナルとしての性格を持っていた。1995年（平成7年）までは国道163号を走り笠置、上野（三重県）方面へ向かう路線があったが廃止された。合併以降は近鉄系の会社（京都近鉄観光バス、車庫が木津川市山城町上狛にあった。現在は近物レックス南京都営業所）→近鉄バス（当時は近鉄直営）に引き継がれ、1973年（昭和48年）に現在の奈良交通の路線となっている。

## 隣の駅
近畿日本鉄道
B 京都線
■急行
通過
■普通
木津川台駅 (B22) - 山田川駅 (B23) - 高の原駅 (B24)
- 括弧内は駅番号を示す。